# Monte Llano (Morovis)
Monte Llano es un barrio ubicado en el municipio de Morovis en el estado libre asociado de Puerto Rico. En el Censo de 2010 tenía una población de 2948 habitantes y una densidad poblacional de 710,95 personas por km².

## Geografía
Monte Llano se encuentra ubicado en las coordenadas 18°19′30″N 66°23′23″O / 18.32500, -66.38972. Según la Oficina del Censo de los Estados Unidos, Monte Llano tiene una superficie total de 4.15 km², que corresponden a tierra firme.

## Demografía
Según el censo de 2010, había 2948 personas residiendo en Monte Llano. La densidad de población era de 710,95 hab./km². De los 2948 habitantes, Monte Llano estaba compuesto por el 89.82% blancos, el 5.9% eran afroamericanos, el 0.27% eran amerindios, el 0.1% eran isleños del Pacífico, el 1.59% eran de otras razas y el 2.31% pertenecían a dos o más razas. Del total de la población el 99.49% eran hispanos o latinos de cualquier raza.